# Ketokiselina
Ketokiseline (oksokiseline) su organska jedinjenja koje sadrže karboksilnu i keto grupu. Alfa-ketokiseline su važne u biologiji jer učestvuju u Krebsovom ciklusu i u glikolizi. U više slučajeva, keto grupa je hidratisana.
Uobičajene vrste ketokiselina obuhvataju:
- Alfa-ketokiseline, ili 2-oksokiseline, kao što je piruvinska kiselina, imaju keto grupu pored karboksilne grupe. Drugi značajni član je oksalosirćetna kiselina.[2]
- Beta-ketokiseline, ili 3-oksokiseline, kao što je acetosirćetna kiselina, imaju keto grupu na drugom ugljeniku od karboksilne grupe.
- Gama-ketokiseline, ili 4-oksokiseline, kao što je levulinska kiselina, imaju keto grupu na trećem ugljeniku od karboksilne grupe.

Kad su nivoi šećera niski u hrani, uskladištene masti i proteini su primarni izvor za proizvodnju energije. Glukogene aminokiseline iz proteina se konvertuju u glukozu i masti koji se mogu koristiti za formiranje tekonskih tela. Ketogene aminokiseline se mogu deaminisati čime se formiraju alfa ketokiseline i ketonska tela.
Alfa ketokiseline se prvenstveno koriste kao izvor energije za ćelije jetre i u sintezi masnih kiselina, takođe u jetri.

## Spoljašnje veze
- Keto+Acids на 